# Золотий кодекс з Лорша

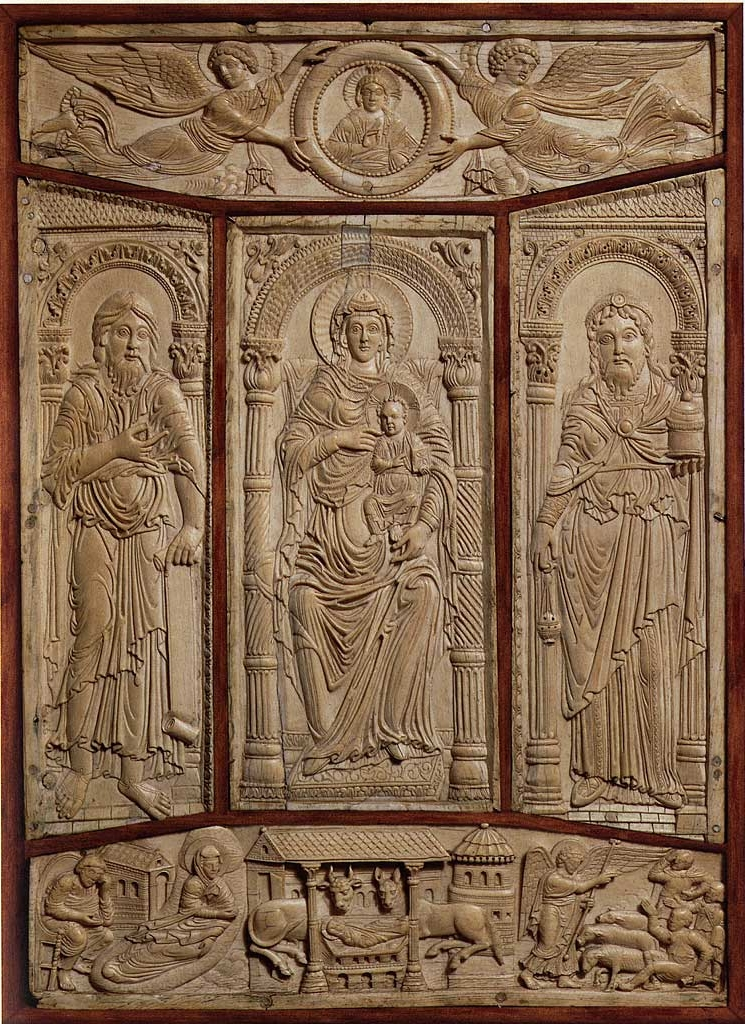
Панелі передньої сторони обкладинки зі слонової кістки. Музей Вікторії та Альберта, Лондон

Золотий кодекс з Лорша або Лорські Євангелія (Ватиканська бібліотека, Pal. lat. 50, та Biblioteca Documenta Batthyaneum, Алба-Юлія) — це ілюмінований євангелістарій, написаний між 778 та 820 роками, що грубо відповідає періоду правління Карла I Великого у Франкському королівстві. І манускрипт, і панелі обкладинки зі слонової кістки є рідкісними та важливими артефактами тої епохи.
Різні оригінальні частини кодексу сьогодні перебувають у:
- Biblioteca Documenta Batthyaneum, Алба-Юлія, Румунія: Євангелія від Матвія та Марка, канонічні таблиці та вступні розділи
- Ватиканська бібліотека: Євангелія від Луки та Івана та панелі задньої сторони обкладинки зі слонової кістки
- Музей Вікторії та Альберта, Лондон: панелі передньої сторони обкладинки зі слонової кістки (Інв.№ 138-1866)

## Історія

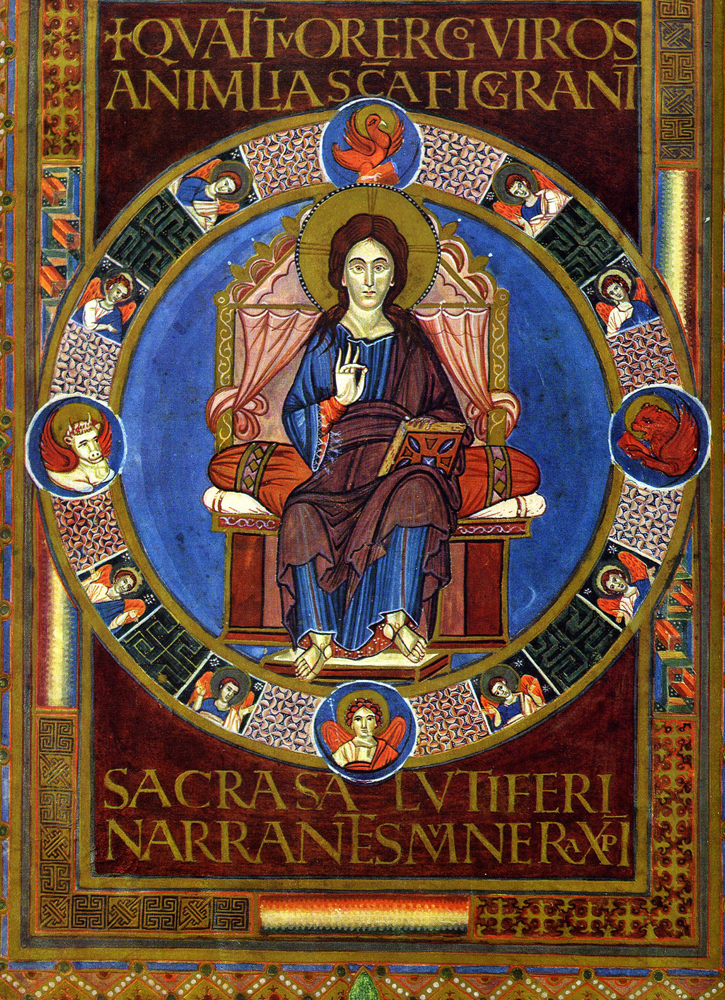
Лист 72 оборот кодексу з ілюмінованою мініатюрою Спаса Вседержителя. Biblioteca Documenta Batthyaneum, Алба-Юлія

Про існування кодексу вперше було зазначено у записах Лорського абатства (Німеччина), в якому, вважається, він був написаний, а саме він був згаданий під назвою Evangelium scriptum cum auro pictum habens tabulas eburneas у каталозі бібліотеки абатства, складеному в 830 році при абаті Аделунгу. Зважаючи на золоті літери манускрипту та його розташування в Лорші, він отримав назву Codex Aureus Laurensius. У 10-11 ст. Лорська бібліотека була однією з найкращих в світі.
У 16-му сторіччі рукопис був перевезений до Гайдельбергу (Отто Генрих перевіз наповнення бібліотеки до Гайдельбергу, створивши там відому Палатинську бібліотеку, незадовго до розформування Лорського абатства у 1563 році). Звідти кодекс був викрадений у 1622 році під час Тридцятирічної війни; для того, щоб його легше було продати, кодекс був порваний на дві частини, а панелі вирвані. Багато ілюстрована перша частина попала до бібліотеки Мігацці, звідки була продана єпископу Ігнацу Баттьяні (1741–1798). Ця частина зараз перебуває в Альба-Юлія, Румунія, і належить до бібліотеки Batthyaneum, заснованої єпископом. Друга половина знаходиться у Ватиканській бібліотеці. Задня сторона обкладинки, зі знаменитими рельєфами зі слонової кістки у класичному стилі, що зображують «Христа, що попирає монстрів» та архангелів, перебуває у Ватиканських музеях, а передня сторона, яка містить панелі з зображеннями Богородиці з немовлям зі святими, ангелами та сценою Різдва Христового під ними, перебуває у Музеї Вікторії та Альберта у Лондоні.
Факсиміле кодексу було подаровано королеві Єлизаветі II папою Бенедиктом XVI 16 вересня 2010 року, який у відповідь отримав серію принтів Ганса Гольбейна молодшого з королівської колекції. Повна оцифрована версія манускрипту доступна в Інтернеті на ряді сайтів.

## Галерея

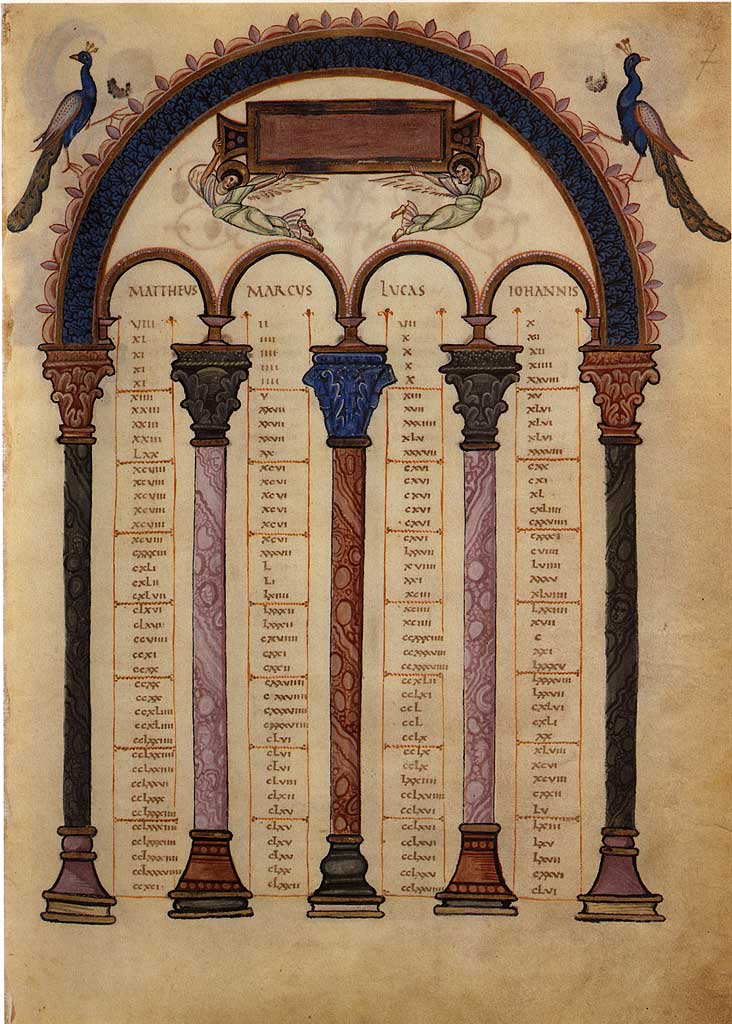
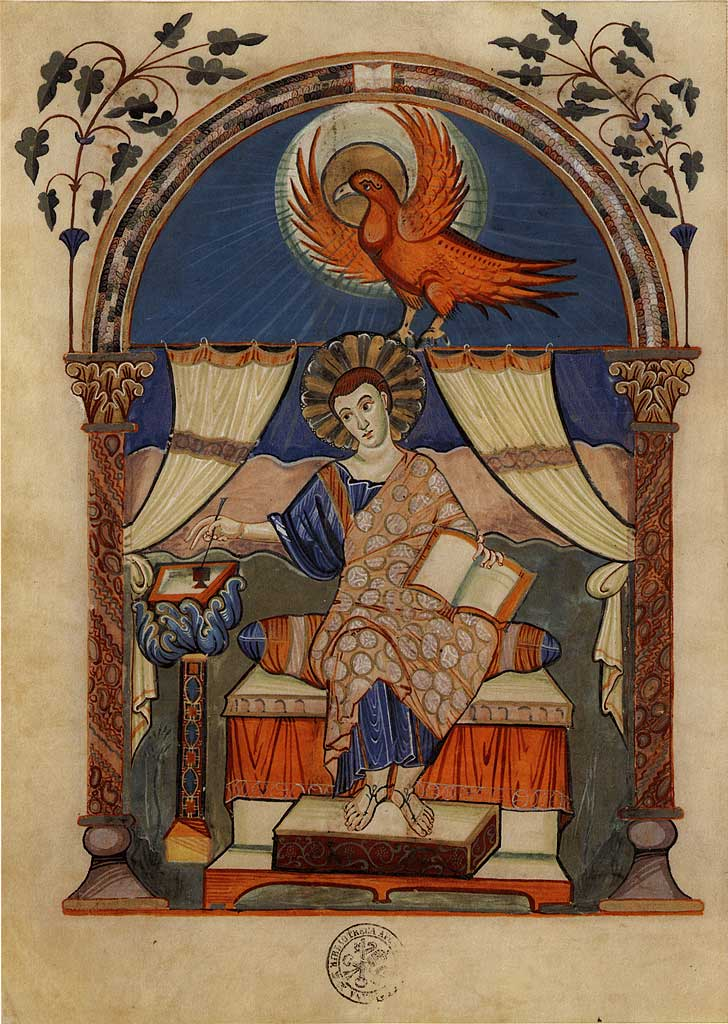
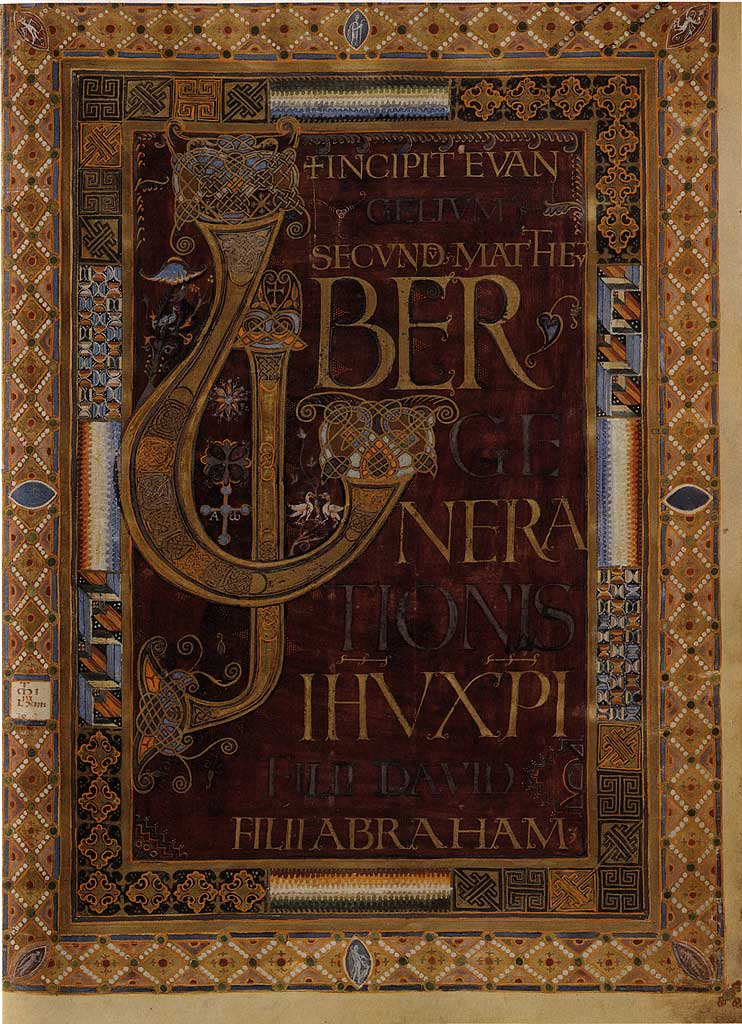
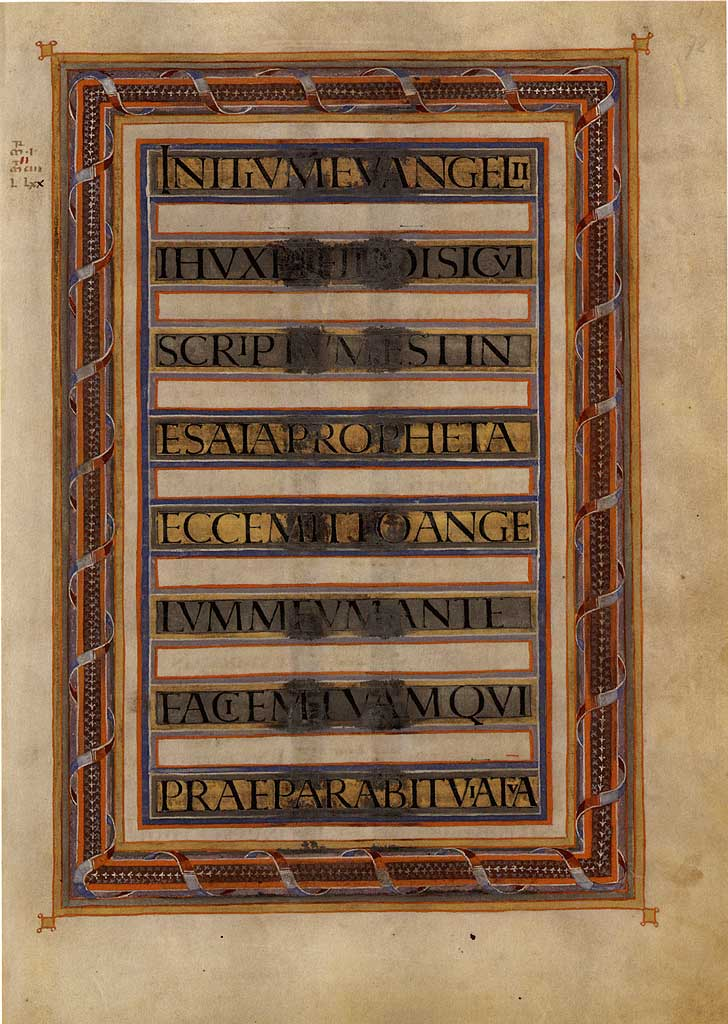
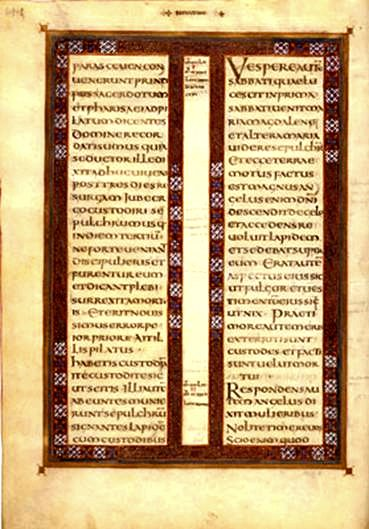
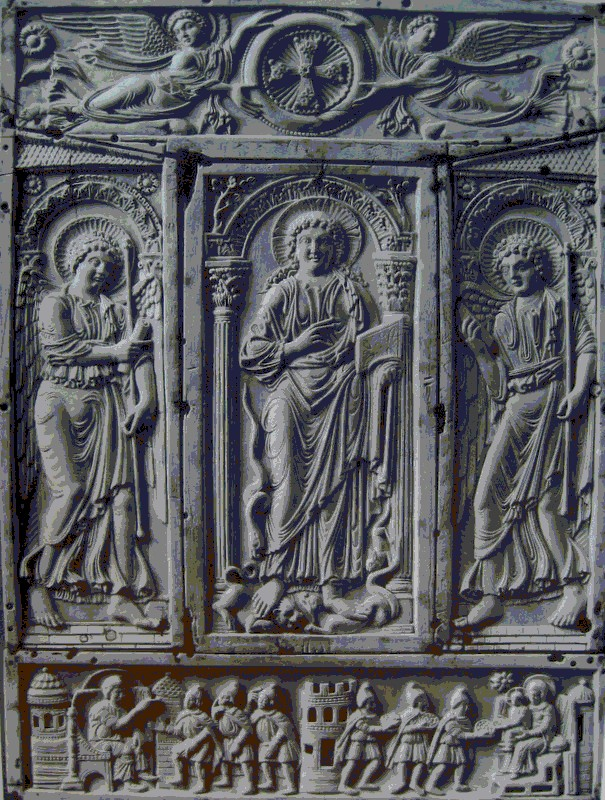
Задня сторона обкладинки зі слонової кістки